# Guiorgui Ougoulava
Guiorgui Ougoulava, dit Guigui Ougoulava, (en géorgien : გიგი უგულავა, en phonétique guigui ougoulava), né le 15 août 1975 à Tbilissi, est un homme politique et militant géorgien. Il est maire de Tbilissi, la capitale géorgienne, de 2005 à 2013.

## Biographie

### Études
De 1992 à 1994, Guiorgui Ougoulava étudie au séminaire de théologie de Tbilissi et de 1995 à 1997 à l'université de Sarrebruck,. En 1998, il est diplômé de philosophie et de sociologie à l'université d'État de Tbilissi. 

### Carrière professionnelle
Il commence sa carrière comme journaliste et œuvre pour différentes institutions internationales et organisations non-gouvernementales, Transparency International (1997 à 1999), Eurasia Foundation (2000), World Bank Association of Legal and Public Education (2001 à 2003) et participe à la création du mouvement Kmara (Assez) qui sera le fer de lance de la révolution des Roses. 

### Politique
Engagé dans la vie politique dès 2003 auprès de Mikheil Saakachvili, il devient vice-ministre de la Sécurité dans son premier gouvernement, puis gouverneur de la région administrative de Mingrélie-et-Haute-Svanétie, avant de prendre le 20 avril 2005 la direction de l'administration présidentielle.
Le 12 juillet 2005, il est nommé maire de Tbilissi. Le 12 octobre 2016, il est élu à cette fonction par l'assemblée locale, la fonction étant devenue élective. Le 30 mai 2015, il est réélu avec plus de 60 % des suffrages. Le 23 février 2013, après la défaite du Mouvement national uni aux élections législatives d'octobre 2012 et la formation d'un gouvernement issu de la coalition Rêve géorgien dirigé par Bidzina Ivanichvili, une enquête judiciaire est ouverte à son encontre pour « dilapidation de fonds publics, légalisation de revenus illégaux, création d'emplois fictifs et saisie frauduleuse d'une chaine de télévision ». Le 22 décembre, la Cour de Tbilissi le suspend de sa fonction au profit de son adjoint Sevdia Ugrekhelidze, nommé par intérim. 
Il participe aux manifestations post-électorales de 2024-2025. Le 2 février 2025, il est arrêté par la police alors qu'il manifeste à l'entrée de la ville de Tbilissi, en même temps que le dirigeant d'opposition Nika Melia. La haute représentante de l'Union pour les affaires étrangères Kaja Kallas condamne « la répression brutale de manifestants pacifiques, de journalistes et de politiciens ». 

### Prison
Le 13 juillet 2014, il est arrêté sur l'aéroport de Tbilissi et incarcéré et condamné à 4 ans et 6 mois de prison ferme.
Le 6 janvier 2017, il est libéré après que la cour d'appel de Tbilissi a maintenu les accusations d'abus de pouvoir mais l'a acquitté des accusations de blanchiment d'argent, et ramené sa peine à 3 ans et 3 mois.

## Personnalité
Guiorgui Ougoulava est marié et a trois enfants. Il parle géorgien, russe, anglais et allemand.